# Drée (rivière)
Pour les articles homonymes, voir Drée (homonymie).
La Drée est une rivière française qui coule dans le département de Saône-et-Loire. C'est un affluent de l'Arroux en rive gauche, donc un sous-affluent de la Loire.

## Géographie
De 39,3 km de longueur, la Drée est une rivière de l'Autunois, région nord du département de Saône-et-Loire, qu'elle traverse d'est en ouest. Elle prend sa source dans les hauteurs situées à l'est de la ville d'Autun. Elle a son confluent avec l'Arroux, en rive gauche, au niveau de la commune de Dracy-Saint-Loup, à plus ou moins cinq kilomètres en amont (au nord) d'Autun.

### Communes traversées

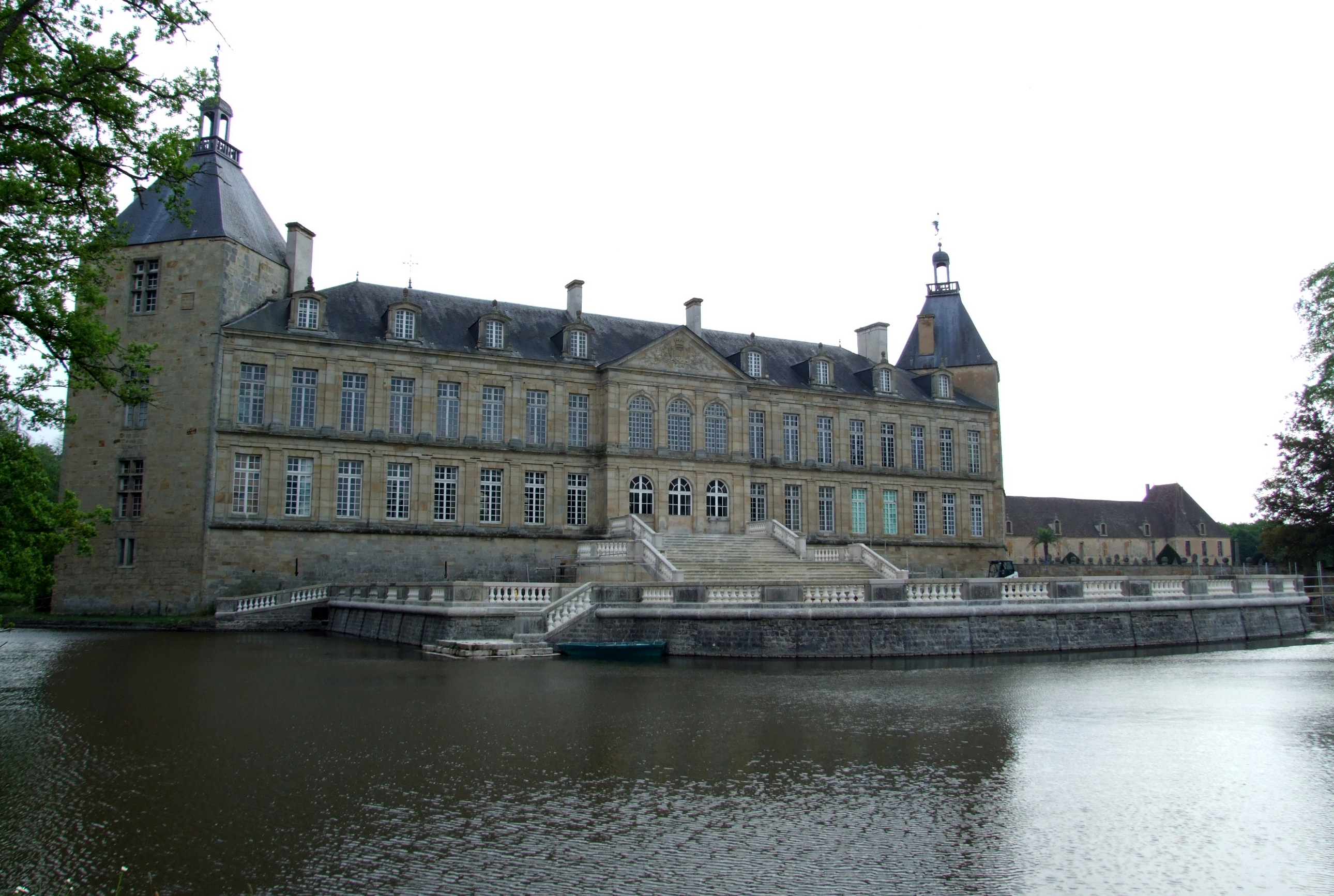
Le château de Sully, dont les douves sont alimentées par la Drée.

- Tintry, Collonge-la-Madeleine, Épinac, Sully, Saint-Léger-du-Bois, Dracy-Saint-Loup.

## Hydrologie

### La Drée à Saint-Léger-du-Bois
La Drée est une rivière très irrégulière. Son débit a été observé durant une période de 11 ans (1997-2008), à Saint-Léger-du-Bois, localité du département de Saône-et-Loire située à peu de distance de son confluent avec l'Arroux. Le bassin versant de la rivière y est de 254 km2 (soit sa presque totalité).
Le module de la rivière à Saint-Léger-du-Bois est de 1,84 m3/s.
La Drée présente des fluctuations saisonnières de débit très marquées. Les hautes eaux ont lieu en hiver et au début du printemps, portant le débit mensuel moyen à un niveau situé entre 2,63 et 4,35 m3/s, de décembre à avril inclus (avec un maximum en janvier). Dès le mois d'avril, le débit mensuel diminue rapidement jusqu'aux basses eaux d'été. Celles-ci se déroulent de début juin à fin octobre, accompagnées d'une baisse du débit moyen mensuel allant jusqu'à 0,23 m3/s au mois de septembre. Mais les fluctuations de débit sont encore plus prononcées sur de plus courtes périodes ou selon les années.

### Crues
Les crues peuvent être assez importantes. La série des QIX n'a pas été calculée étant donné l'insuffisance de la durée d'observation des débits.
Le débit instantané maximal enregistré à Saint-Léger-du-Bois durant cette période, a été de 44,9 m3/s le 2 mars 2007, tandis que la valeur journalière maximale était de 34,8 m3/s le même jour.

### Lame d'eau et débit spécifique
La Drée est une rivière moyennement abondante, suffisamment alimentée par les précipitations de son bassin. La lame d'eau écoulée dans son bassin versant est de 228 millimètres annuellement, ce qui est cependant nettement inférieur à la moyenne d'ensemble de la France tous bassins confondus (320 millimètres), et aussi à la moyenne du bassin de la Loire (245 millimètres). Le débit spécifique (ou Qsp) de la rivière atteint 7,24 litres par seconde et par kilomètre carré de bassin.

## Patrimoine - Tourisme

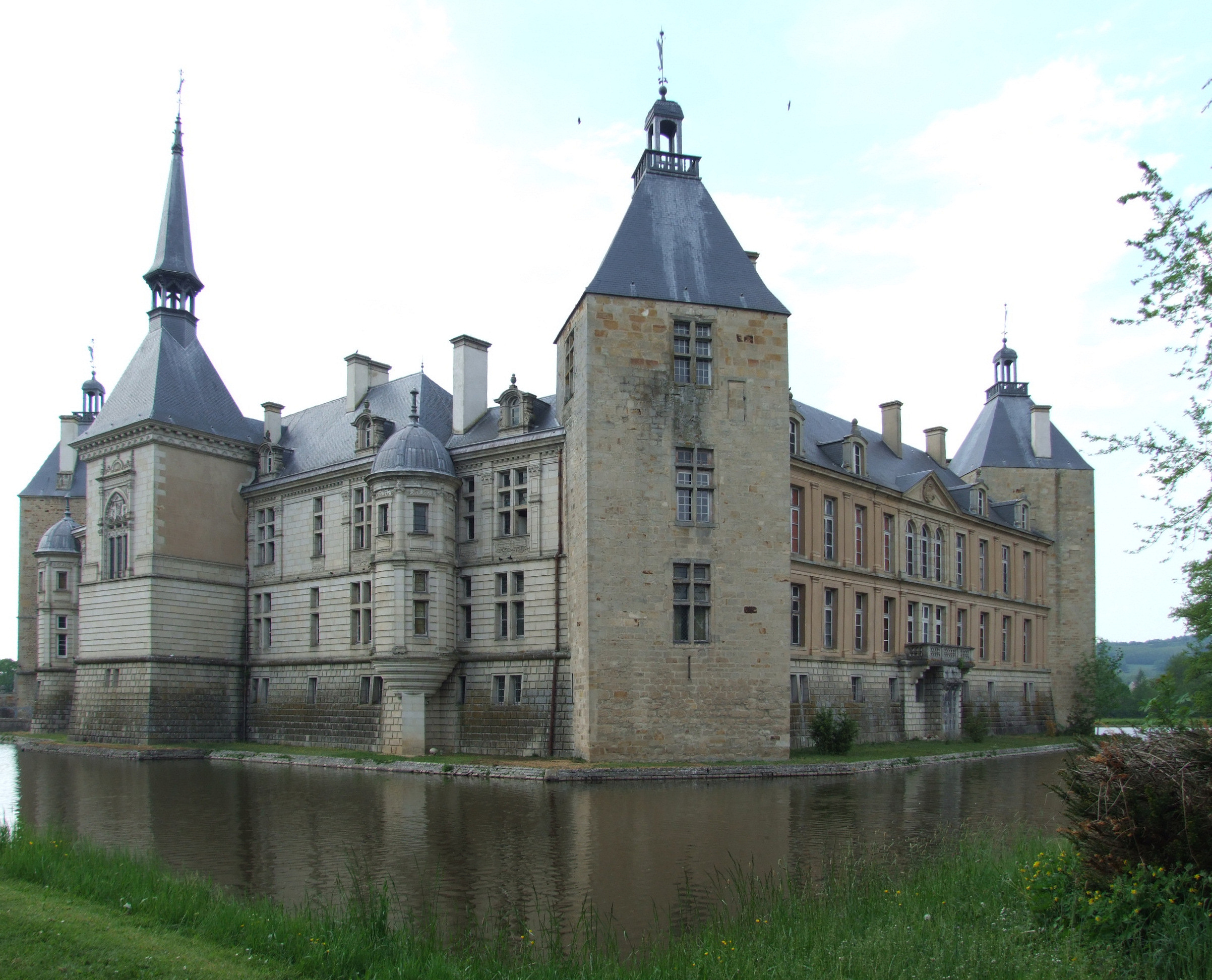
Autre vue du château de Sully et de ses douves remplies d'eau de la Drée.

- Sully : le château de Sully est l'un des plus beaux de Bourgogne. Il forme un vaste quadrilatère et comporte quatre corps de logis qui encadrent une cour centrale et quatre tours carrées plantées de biais qui occupent les angles. L'ensemble est entouré de douves remplies par l'eau de la Drée.
- Épinac : les anciennes houillères font partie du patrimoine industriel français.
- Dracy-Saint-Loup : le château de Dracy-Saint-Loup est situé dans la plaine entre l'Arroux et la Drée.